# Јаћим Јовановић
Jaћим Јовановић (Челопек — Одри, мај 1882) познат као Јаћим Челопечки или Јаћим војвода, био је српски хајдук и један од вођа кумановског устанка. родио се у селу Челопек, али је још као дечак прешао у Србију. Током српско-турских ратова борио се у српској војсци као добровољац.

## Кумановски устанак
По избијању кумановског устанка Јаћим је често прелазио српско-турску границу и четовао по Козјаку, Ђерману и Паланачким селима. Највише је четовао са Младеном Чакр Пашом. Од већих сукоба са турцима учествовао је у сукобу са буљук-башом Јусен Фером у селу Ђерману; са буљук-башом Биџом Алијом у Ад корији; са пратњом државног тасиљдара — порезника — Мула Алијом у селу Огуту, где су тасиљдар и многи из његове пратње погинули. Ту су Јаћим и његови четници заробили шест арнаута из тасиљдарове пратње, али су их после пустили. Након угушења устанка, Јаћим се настанио у Врању и тамо се занимао вртарством.

## Смрт
Јаћим је погинуо маја 1882 године, на једној српској свадби у селу Одрину, где га је, са преко четрдесет сејмена, опколио буљук-баша Зејнел.